# Loretta de Braose
Loretta de Braose, condesa de Leicester (ca. 1185 - ca. 1266) fue una de las al menos cinco hijas y cuatro hijos que llegaron a la edad adulta de William de Braose, señor de Bramber en Sussex y Radnor, Abergavenny y Brecon en Gales (m. 1211) y su esposa Maud de St. Valery.

## Matrimonio
Se casó con Robert de Beaumont, cuarto conde de Leicester conocida como "fitz Parnel" (m. 1204), hijo y heredero de Robert, el tercer conde, y Petronilla de Grandmesnil, en o poco después de 1196. Durante muchos de los años posteriores a su breve matrimonio, el conde Robert estuvo en el continente luchando por el rey Juan I de Inglaterra. La pareja no tuvo hijos, o al menos ninguno sobrvivió al conde, cuyos herederos fueron entonces sus dos hijas.
Cuando se quedó viuda, Loretta iba a recibir una dote de 100 libras de valor, en tierra y las fincas que ella había llevado al matrimonio. Las circunstancias políticas, con una fiera lucha en las Marcas Galesas, y las pretensiones de su suegra a ciertas fincas que le fueron asignadas a ella como dote todo ello contribuyó a sus problemas financieros, y se vio obligada a pedir un préstamo a la corona de 100 marcos en 1207.

## Desaprobación familiar
Guillermo de Braose había sido uno de los más estrechos asociados del rey Juan, pero pronto después de quedarse viuda Loretta, su padre empezó rápidamente a perder el favor del rey. Esa desaprobación pasó a ser una venganza contra la familia Braose y aquellos relacionados con ellos. El rey Juan hizo campaña contra Guillermo, su esposa Maud, y su yerno Walter de Lacy en Irlanda. Maud y su hijo mayor, William, fueron capturados y llevados presos al castillo de Windsor. Cuando las negociaciones fracasaron, el rey declaró a William de Braose fuera de la ley. Juan supo de rumores de una trama para deponerlo y ofrecer el trono a Simón IV de Montfort, el sobrino de Loretta por matrimonio y un famoso cruzado contra los herejes cátaros en el sur de Francia. Juan reaccionó confiscando tierras, aprisionando a sospechosos y miembros de su familia en los años 1209-11. 
Loretta marchó al exilio, junto con otros miembros de su familia, incluyendo a su hermano Giles de Braose, obispo de Hereford. Su madre y su hermano mayor murieron de hambre en cautiverio en el castillo de Corfe; retuvieron a su hermana Annora hasta 1214; su tío materno y cuatro jóvenes sobrinos también fueron retenidos durante años. Las tierras de Loretta fueron confiscadas.

## Vida posterior
Loretta regresó a Inglaterra en algún momento entre la muerte de su padre en 1211 y su declaración oficial de haber quedado soltera, emitida en diciembre de 1214. Le devolvieron sus tierras, y las retuvo al menos durante cuatro años. En 1221, se había convertido en una reclusa o eremita en Hackington, justo al norte de Canterbury en Kent. El arzobispo Stephen Langton aprobó todas las condiciones de su reclusión . Allí vivió durante al menos cuarenta y cinco años y murió el 4 de marzo de 1266 o 1267. Loretta también defendió a la nueva orden franciscana en Inglanterra a través de su red de contactos con individuos influyentes, a pesar de su condición de reclusa.
En april de 1265 Simon VI de Montfort, conde de Leicester, el sobrino nito por matrimonio, retuvo al rey Enrique III como cautivo como resultado de una rebelión de barones que tuvo éxito. En 1264, el conde escribió a "la reclusa de Hackington" en el nombre del rey pidiéndole información en relación con los derechos y las libertades de la mayordomía de Inglaterra, normalmente desempeñada por los condesd de Leicester, tres meses antes de su muerte en la batalla de Evesham.